# Vang Csung
Vang Csung (Wang Chong) (tiszteleti neve: Csung-zsen (Zhongren) 仲任; Kujcsi (Guiji) 會稽, Sangjü (Shangyu) 上虞, 27 k. – 100 k.) kínai gondolkodó, filozófus a Kései Han-dinasztia idején. Fő műve a Mérlegelések (Lun-heng (Lunheng) 《論衡》) című gyűjtemény, amely a ma ismert formájában 30 kötetből (csüan (juan) 卷) és 85 fejezetből (pien (pian) 篇) áll. Filozófiai munkássága a materializmus egyik korai megjelenése is a kínai bölcseletben.

## Élete
Vang Csung (Wang Chong) szegény család gyermekeként született a mai Csöcsiang (Zhejiang) tartomány egy kicsiny településén. Apját korán elveszítette, és a fővárosba, Lojang (Luoyang)ba (洛陽) küldték tanulni. A Császári Akadémián Pan Piao (Ban Biao) (班彪; 3–54) lett a mestere. A források szerint páratlan emlékezőtehetséggel rendelkezett, amit egyszer elolvasott, megjegyezte és vissza is tudta mondani. A fővárosba töltött évek alatt rendszeresen felkereste a piaci könyvárusokat, és az eladásra kihelyezett könyveket olvasgatva gyarapította műveltségét.
Szülőföldjére visszatérve, visszavonult életet élt, tanítóként dolgozott. Rövid ideig segédtitkári hivatalt is vállalt, majd pedig a katonai kormányzó és az elöljáró hivatalában dolgozott hasonló beosztásban. Az életrajzában olvashatók alapján tudható, hogy a feljebbvalói panaszai és kollégáival való összetűzései miatt távoznia kellett hivatalól. Önéletrajza azonban ennek pont az ellenkezőjéről tanúskodik, miszerint nagyon jó viszonyt ápolt hivatalnoktársaival. Vang Csung (Wang Chong) szókimondó és független gondolkodású személyiség lehetett, ami nehezen férhetett össze az elvárt hivatalnoki attitűddel. I. sz. 86-ban Jangcsou (Yangzhou) (揚州) tartományba (a mai Csiangszu (Jiangsu), Anhuj (Anhui), Csianghszi (Jiangxi), Fucsien (Fujian) és Csöcsiang (Zhejiang)) ment, ahol Csiucsiang (Jiujiang) (九江) kerületben az elöljáró helyetteseként tevékenykedett. Ez volt a legmagasabb pozíció, amit élete során betöltött. I. sz. 88-ban azonban végleg visszavonult. Hivatali pályája valószínűleg nem volt igazán kiemelkedő és sikeres, élete nagy részében tanítással foglalkozott, visszavonultságban élt és saját tanulmányaival, illetve írással foglalatoskodott. Egyik barátja, bizonyos Hszie Ji-vu (Xie Yiwu) (謝夷吾) beajánlotta a császárnál, de mikor Csang-ti (Zhangdi) (章帝) (uralk. i. sz. 76–88) magához hívatta, Vang Csung (Wang Chong)nak rossz egészségi állapota miatt vissza kellett utasítania a megtisztelő felkérést. Élete vége felé sokat betegeskedett, halálának időpontja bizonytalan, valamikor az első és második század fordulójára tehető.

## Magyarul
- Mérlegelések. A halálról és kísértetekről; előszó, jegyz. Tőkei Ferenc; Balassi, Bp., 1997 (Kínai-magyar irodalmi gyűjtemény, 1/4.)